# (6251) Setsuko
(6251) Setsuko es un asteroide perteneciente al cinturón de asteroides, región del sistema solar que se encuentra entre las órbitas de Marte y Júpiter, descubierto el 25 de febrero de 1992 por Makio Akiyama y el también astrónomo Toshimasa Furuta desde el Observatorio Astronómico Susono, Mishima, Shizuoka, Japón.

## Designación y nombre
Designado provisionalmente como 1992 DB. Fue nombrado Setsuko en homenaje a Setsuko Akiyama, esposa del primer descubridor, Makio Akiyama.

## Características orbitales
Setsuko está situado a una distancia media del Sol de 2,295 ua, pudiendo alejarse hasta 2,473 ua y acercarse hasta 2,117 ua. Su excentricidad es 0,077 y la inclinación orbital 4,292 grados. Emplea 1270,21 días en completar una órbita alrededor del Sol.

## Características físicas
La magnitud absoluta de Setsuko es 13,6. Tiene 5,747 km de diámetro y su albedo se estima en 0,233. 